# Wiktor (Sadkowski)
Wiktor, imię świeckie Wasilij Simeonowicz Sadkowski (ur. 1741, zm. 30 października?/11 listopada 1803) – biskup Rosyjskiego Kościoła Prawosławnego.

## Życiorys

### Wczesna działalność
Był synem kapłana prawosławnego. Ukończył Akademię Mohylańską. W 1757 udał się do Mohylewa, gdzie został sekretarzem biskupa mścisławskiego, orszańskiego i mohylewskiego Jerzego, dawnego wykładowcy i rektora Akademii. W tym samym roku złożył wieczyste śluby mnisze i został wyświęcony na hieromnicha. W 1774 otrzymał godność igumena i został przełożonym monasteru Świętego Ducha w Tupiczewszczyźnie k. Mścisławia. Od 1775 obsługiwał także kaplicę prawosławną przy poselstwie rosyjskim w Warszawie. W 1784 otrzymał godność archimandryty i został przełożonym monasteru Trójcy Świętej w Słucku. Jako zwierzchnik klasztoru będącego najważniejszym ośrodkiem życia monastycznego w Rzeczypospolitej miał prawo do posługiwania się niektórymi oznakami urzędu biskupiego, w tym dikirionem i trikirionem. 
9 czerwca 1785 został wyświęcony na wikariusza eparchii kijowskiej z tytułem biskupa perejasławskiego i boryspolskiego, przy zachowaniu Słucka jako jego stałej rezydencji. Swoją nominację i chirotonię biskupią zawdzięczał biskupowi Jerzemu (Konisskiemu), który w 1784 zasugerował metropolicie kijowskiemu Samuelowi wyświęcenie wikariusza eparchii kijowskiej sprawującego zarząd nad wszystkimi strukturami prawosławnymi w Rzeczypospolitej. Projekt biskupa Jerzego stał się przedmiotem polsko-rosyjskich negocjacji. Ostatecznie 27 marca 1785 Katarzyna II nakazała Świątobliwemu Synodowi Rządzącemu doprowadzenie do skierowania do Rzeczypospolitej prawosławnego biskupa, Synod zaś nominował na biskupa perejasławskiego Wiktora (Sadkowskiego). Równocześnie nakazano mu przekazanie do Synodu informacji o stanie parafii i monasterów w Rzeczypospolitej oraz ścisłą współpracę z rosyjskim posłem w Warszawie. Zabroniono mu także prowadzenia działalności misyjnej ukierunkowanej na pozyskiwanie konwertytów z grona katolików obydwu obrządków. 7 sierpnia 1786 Świątobliwy Synod Rządzący polecił biskupowi wydać pojednawcze orędzie do wiernych, w szczególności zawierające pokojowe deklaracje wobec duchowieństwa rzymskokatolickiego.

### Biskup perejasławski
Wiktor (Sadkowski) przybył do Słucka w 1786, zorganizował w mieście konsystorz, następnie zaś odbył wizytację w monasterach i parafiach prawosławnych. W 1787 nadzorował funkcjonowanie monasterów Zaśnięcia Matki Bożej w Zabłudowie, św. Mikołaja w Bielsku, Trójcy Świętej i Przemienienia Pańskiego w Drohiczynie oraz w Jabłecznej. Wspierał materialnie wspólnoty monastyczne, zorganizował zjazdy duchownych z ziemi pińskiej i słuckiej, nakazał duchowieństwu starannie prowadzić księgi parafialne, poszerzać swoją wiedzę teologiczną, rejestrować osoby przystępujące do spowiedzi w specjalnych wykazach. Kapłani, którzy nie spełniali wymogów dyscypliny wprowadzanej przez biskupa, byli wzywani do odbycia dziewięciotygodniowej praktyki w parafii św. Mikołaja w Słucku.
Działalność biskupa perejasławskiego spotkała się z wrogością ze strony duchowieństwa katolickiego (zarówno obrządku unickiego, jak i łacińskiego). Sytuacji nie zmienił fakt, że 18 maja 1787 Wiktor (Sadkowski) złożył w Tulczynie przysięgę wierności wobec króla polskiego i dopiero wówczas otrzymał królewski przywilej na katedrę słucką. W 1789 biskup został oskarżony o zainspirowanie chłopskich rozruchów na Wołyniu i Podolu. Analogiczny zarzut wysunął poseł piński Mateusz Antoni Butrymowicz w stosunku do wszystkich prawosławnych duchownych na posiedzeniu sejmu w dniu 16 kwietnia 1789. Sześć dni wcześniej pisarz słucki Grothus oskarżył pisemnie hierarchę o przygotowywanie, razem z podległym mu duchowieństwem, rzezi katolików w Słucku. Starosta słucki nie znalazł jednak podstaw dla takich twierdzeń. Mimo to 21 kwietnia 1789 marszałek Kazimierz Nestor Sapieha oznajmił na forum sejmowym, że litewska komisja skarbowa, jak również osoby prywatne, przekazały mu pewne informacje, jakoby Wiktor (Sadkowski) zobowiązał kapłanów prawosławnych do złożenia przysięgi na wierność carycy Rosji, ci zaś zaprzysięgli chłopów do walki z Polakami, a następnie przygotowywali ich do wystąpienia zbrojnego. Sejm wydał wówczas postanowienie o aresztowaniu Wiktora (Sadkowskiego). Biskup perejasławski, uznając zarzuty za bezpodstawne, nie opuścił Słucka i osiem dni później został aresztowany razem z całym konsystorzem i uwięziony w Nieświeżu. 6 maja wydał z więzienia list pasterski, w którym pod groźbą klątwy zabraniał prawosławnym buntów przeciwko Rzeczypospolitej i nakazywał wierność wobec jej króla. 
Aresztowany biskup został przewieziony do Warszawy i postawiony przed specjalną komisją śledczą. Stwierdziła ona, że Wiktor (Sadkowski) utrzymywał bliskie kontakty z Rosją, nie udowodniła jednak inspirowania przez niego wystąpień chłopskich. Sam hierarcha nie ukrywał przy tym, że zgodnie z poleceniem Synodu współpracował z Rosją. Komisja oskarżyła biskupa o nielojalność wobec Rzeczypospolitej i zakłócanie porządku publicznego. Rozpowszechniano przy tym opinię, jakoby duchowieństwo prawosławne, z poduszczenia rosyjskiego, kierowało szeroko zakrojoną antypolską konspiracją. Mimo napływających kolejnych dowodów przeczącej oskarżeniu, 29 marca 1790 Wiktor (Sadkowski) usłyszał zarzut zdrady państwa i został uwięziony. Komisja zasugerowała również wyświęcenie nowych biskupów prawosławnych, którzy podlegaliby jurysdykcji Patriarchatu Konstantynopolitańskiego i nie mogliby być wykorzystywani politycznie przez Rosję. 
Biskup Wiktor został 31 maja 1792 dodatkowo oskarżony o „niewierność Rzeczypospolitej i przestępstwa przeciw prawom krajowym”. Do jego zwolnienia doszło dopiero po przystąpieniu króla Stanisława Augusta Poniatowskiego do konfederacji targowickiej. Początkowo uwolniony hierarcha pozostał w Warszawie, w rezydencji posła rosyjskiego, zaś w marcu 1793 udał się do Słucka, który na skutek II rozbioru Polski znajdował się już w granicach Imperium Rosyjskiego. Na miejscu powrócił do sprawowania obowiązków biskupa perejasławskiego. Stanowczo sprzeciwił się organizacji na terenie Rzeczypospolitej autokefalicznego Kościoła prawosławnego, nad czym prowadzone były prace w czasie jego pobytu w więzieniu.

### Działalność w Imperium Rosyjskim
13 kwietnia 1793 został biskupem mińskim. W kolejnych latach był w szczególny sposób zaangażowany w nawracanie na prawosławie unitów zamieszkujących ziemie zagarnięte przez Rosję w wyniku I i II rozbioru Polski. Jednym z pierwszych jego działań było wysłanie listu pasterskiego, w którym informował, że wszyscy unici zainteresowani przejściem na prawosławie mają zgłaszać się do niego, zaś metropolitę Teodozjusza Rostockiego jedynie powiadamiać o fakcie konwersji. Sama Katarzyna II hojnie wspierała pieniężnie działalność biskupa Wiktora i podległych mu kapłanów. W październiku 1794 hierarcha informował Synod o pozyskaniu dla prawosławia 721 parafii, w roku następnym pisał o kolejnych 1607 cerkwiach. Łączną liczbę unitów, którzy przyjęli prawosławie za sprawą aktywności biskupa Wiktora, szacuje się na półtora miliona osób. W 1795 hierarcha otrzymał godność arcybiskupa. Rok później został przeniesiony na katedrę czernihowską. Od 1799 posługiwał się tytułem biskupa małorosyjskiego i czernihowskiego. 	
Zmarł w 1803 po ciężkiej chorobie i został pochowany w soborze Trójcy Świętej w monasterze św. Eliasza w Czernihowie.